# Bláznivá střela 2 a 1/2: Vůně strachu
Bláznivá střela 2½: Vůně strachu (původně The Naked Gun 2½: The Smell of Fear) je americký parodicko-satiristický komediální film z roku 1991, ve kterém v hlavní roli hraje Leslie Nielsen, Priscilla Presleyová, O. J. Simpson a George Kennedy. Jde o druhý díl z trilogie Bláznivá střela. Vystupuje zde také herec, který si již předtím zahrál v televizním seriálu Police Squad! jako "special guest star", nyní jako Quentin Hapsburg. Také se tu objeví několik cameo rolí, jako například Mel Tormé, členové týmu Chicago Bears, či Zsa Zsa Gabor.

## Děj
Poručík losangelesské policie Frank Drebin je pozván na oběd v Bílém domě. Zde usedne společně s prezidentem Spojených států amerických Georgem Bushem starším a jeho hosty: Johnem Sununuem, Nelsonem Mandelou, Winnie Mandelovou, Annabelle Brumfordovou a dalšími vlivnými lidmi.
Prezident zde oznámí, že se rozhodne pro změnu energetického programu, který dal Dr. Albertu Meinheimerovi a jeho týmu z výzkumného ústavu, který především podporuje alternativní energetické zdroje. Jenže, z tohoto prezidentova rozhodnutí nejsou nadšeni především manažeři z prostředí energetiky (atomového, ropného a uhelného průmyslu), kteří se zaručeně nezastaví před ničím - ani před špinavými činy typu vyhození budovy výzkumného ústavu do povětří. Jediný muž, který by je mohl zastavit, je poručík Frank Drebin z losangelesské policie...

## Soundtrack
Label Varese Sarabande publikoval ty "nejlepší kousky" z Bláznivé střely I. a II. zkomponované Irou Newbornem.
| #  | Název                  | Délka | Původně (v)                                 |
| -- | ---------------------- | ----- | ------------------------------------------- |
| 1  | Beirut Vacation        | 0:56  | Bláznivá střela: Z análů policejního útvaru |
| 2  | Drebin-Hero!           | 1:03  | Bláznivá střela 2½: Vůně strachu            |
| 3  | Main Title             | 2:00  | Bláznivá střela: Z análů policejního útvaru |
| 4  | Meat Miss Spencer      | 5:28  | Bláznivá střela: Z análů policejního útvaru |
| 5  | There's Been a Bombing | 0:47  | Bláznivá střela 2½: Vůně strachu            |
| 6  | The Exciting Chase     | 2:44  | Bláznivá střela: Z análů policejního útvaru |
| 7  | Bad Boys & Meinheimers | 2:44  | Bláznivá střela 2½: Vůně strachu            |
| 8  | Miss Spencer           | 1:00  | Bláznivá střela: Z análů policejního útvaru |
| 9  | Hey Look at These      | 0:44  | Bláznivá střela 2½: Vůně strachu            |
| 10 | On the Ledge           | 1:36  | Bláznivá střela: Z análů policejního útvaru |
| 11 | Thinking of... Him!    | 2:33  | Bláznivá střela 2½: Vůně strachu            |
| 12 | The Date               | 0:56  | Bláznivá střela 2½: Vůně strachu            |
| 13 | Roof, Roof!!           | 4:14  | Bláznivá střela 2½: Vůně strachu            |
| 14 | I Must Kill Frank      | 3:10  | Bláznivá střela: Z análů policejního útvaru |
| 15 | I Want a World         | 1:47  | Bláznivá střela 2½: Vůně strachu            |
| 16 | End Credits            | 4:32  | Bláznivá střela 2½: Vůně strachu            |

## Obsazení
- Leslie Nielsen - poručík Frank Drebin
- Priscilla Presley - Jane Spencer
- George Kennedy - kapitán Ed Hocken
- O. J. Simpson - Nordberg
- Robert Goulet - Quentin Hapsburg
- Richard Griffiths - Dr. Albert S. Meinheimer / hrabě Hacker
- Jacqueline Brookes - komisařka Anabell Brumford
- Anthony James - Hector Savage
- Lloyd Bochner - Terence Baggett
- Tim O'Connor - Donald Fenswick
- Peter Mark Richman - Arthur Dunwell
- Ed Williams - Ted Olsen
- John Roarke - George W. H Bush
- Margery Ross - Barbara Bushová

## Další díly trilogie
- Bláznivá střela: Z análů policejního útvaru (1988)
- Bláznivá střela 33⅓: Poslední trapas (1994)